# Zoe Stens
Zoe Marie Stens (* 13. März 2000) ist eine deutsche Handballspielerin, die beim deutschen Bundesligisten BSV Sachsen Zwickau unter Vertrag steht.

## Karriere

### Im Verein
Stens spielte anfangs für den TV Wattenscheid 01, den HSC Haltern-Sythen und die HSG Schwerte/Westhofen. Zu Beginn der Saison 2016/17 schloss sie sich der Damenmannschaft des TSV Wattenbek an. Stens erzielte drei Treffer in neun Oberligaspielen für Wattenbek und stieg am Saisonende 2016/17 in die 3. Liga auf. Sie schloss sich im Jahr 2017 der PSV Recklinghausen an, mit deren Damenmannschaft sie in der 3. Liga antrat und zusätzlich in der Saison 2017/18 für die A-Jugend in der A-Juniorinnen Bundesliga auflief.
Stens wechselte im Jahr 2020 zum Zweitligisten TV Beyeröhde aus Wuppertal. Zwei Jahre später schloss sich Stens Borussia Dortmund an, bei dem sie sowohl der Bundesligamannschaft als auch der Drittligamannschaft angehörte. Mit Dortmund belegte sie den dritten Platz in der EHF European League 2022/23. Im Sommer 2023 wechselte sie zum Ligakonkurrenten HSV Solingen-Gräfrath. Im Jahr 2024 trat sie mit dem HSV Solingen-Gräfrath den Gang in die Zweitklassigkeit an. Zur Saison 2025/26 wechselte Zoe Stens zum BSV Sachsen Zwickau.

### In Auswahlmannschaften
Stens lief für die Kreisauswahl auf, mit der sie 2014 den Westfalenpokal gewann. Anschließend gehörte sie dem Kader der Westfalenauswahl an. 2015 nahm sie an der Sichtungsveranstaltung für die deutsche Jugendnationalmannschaft teil.